# 噪鹃
噪鹃（学名：Eudynamys scolopaceus）为杜鹃科噪鹃属的鸟类，俗名嫂鸟、鬼郭公、哥好雀、婆好、叫春鳥、升Key雀、哦啊、噪鳩。 它分佈於南亞、東亞和東南亞。
它與密切相關的黑嘴噪鵑和太平洋噪鵑一起形成一個超種，這些物種有時被視為亞種。噪鵑像許多與其相關的杜鵑一樣，是一種巢寄生者，會將其卵產在烏鴉和其他寄主的巢中，由寄主養育其幼鳥。牠們在杜鵑中不尋常之處在於成年後主要以果食性為主。 "koel"這個名稱的起源具有模仿聲音的特點，並在多種語言中有不同的變體。這種鳥在印度和尼泊爾的詩歌中是廣泛使用的象徵。

## 分類
1747年，英國博物學家喬治·愛德華茲在他的《罕見鳥類的自然史》（Natural History of Uncommon Birds）第二卷中包括了一幅噪鵑的插圖和描述。他使用了英文名稱 "The Brown and Spotted Indian Cuckow"。愛德華茲的手工上色版畫是基於來自孟加拉的標本，該標本屬於倫敦絲綢圖案設計師兼博物學家約瑟夫·丹德里奇。 1758年，瑞典博物學家卡爾·林奈在更新他第十版的《自然系統》時，將噪鵑與其他杜鵑一起歸入杜鵑屬（Cuculus）。林奈簡要描述了這個物種，創造了雙名法Cuculus scolopaceus，並引用了愛德華茲的作品。 如今，噪鵑被歸入噪鵑屬（Eudynamys），該屬由英國博物學家尼古拉斯·艾爾沃德·維格和托馬斯·霍斯菲爾德於1827年引入。 這個屬名Eudynamys由古希臘語eu（意為 "優良"）和dunamis（意為 "力量" 或 "強度"）組成。種小名scolopaceus 是現代拉丁語，意為 "類似鷸" ，源自拉丁語scolopax，意為 "鷸" 或 "丘鷸"。
該物種在其廣泛的分佈範圍內存在變異，擁有多個島嶼種群，並且提出了多種分類變異的建議。黑嘴噪鵑 （E. melanorhynchus） 在蘇拉威西地區以及太平洋噪鵑在澳大拉西亞有時被認為與噪鵑是同種，在這種情況下，這個“合併”物種被稱為普通噪鵑（common koel）。由於在羽毛、喙的顏色和叫聲上的差異，這三者越來越多地被視為不同的物種。 另外，僅有黑嘴噪鵑曾被認為是單獨的物種，或者噪鵑包含了除在澳大利亞繁殖的亞種外所有通常歸入太平洋噪鵑的亞種，這樣該亞種則被稱為澳大利亞噪鵑 （E. cyanocephalus）。
噪鵑有幾個地理型態，這些型態具有明顯的羽毛差異或在地理上隔離，基因流動較少。以下是根據佩恩所列的命名亞種及其分佈和同物異名：
- 噪鹃指名亚种 E. s. scolopaceus （林奈, 1758） – 巴基斯坦、印度、尼泊爾、孟加拉國、斯里蘭卡、拉克沙群島和馬爾代夫
- 噪鹃华南亚种 E. s. chinensis 卡巴尼斯 和 海涅, 1863 – 印度支那（除泰馬來半島）、台湾岛以及中国大陆自四川以东向秦岭至淮河、长江口一帶及以南至海南等地。该物种的模式产地在广州。[18]
- 噪鹃海南亚种 E. s. harterti 英格拉姆, C 1912 – 海南特有亞種。该物种的模式产地在海南海口。[19]
- E. s. malayana 卡巴尼斯 和 海涅, 1863 – 泰馬來半島、小巽他群島和大巽他群島，除蘇拉威西外。可能包括從安達曼群島和尼科巴群島[20] 描述的dolosa 亞種
- E. s. mindanensis （林奈, 1766） – （包括E. s. paraguena） （Hachisuka, 1934） 從巴拉望，以及E. s. corvina （Stresemann, 1931） 從哈馬黑拉島，菲律賓（包括巴拉望和巴布延群島），島嶼位於民答那峨和蘇拉威西之間，以及北馬魯古，除蘇拉群島外

## 描述

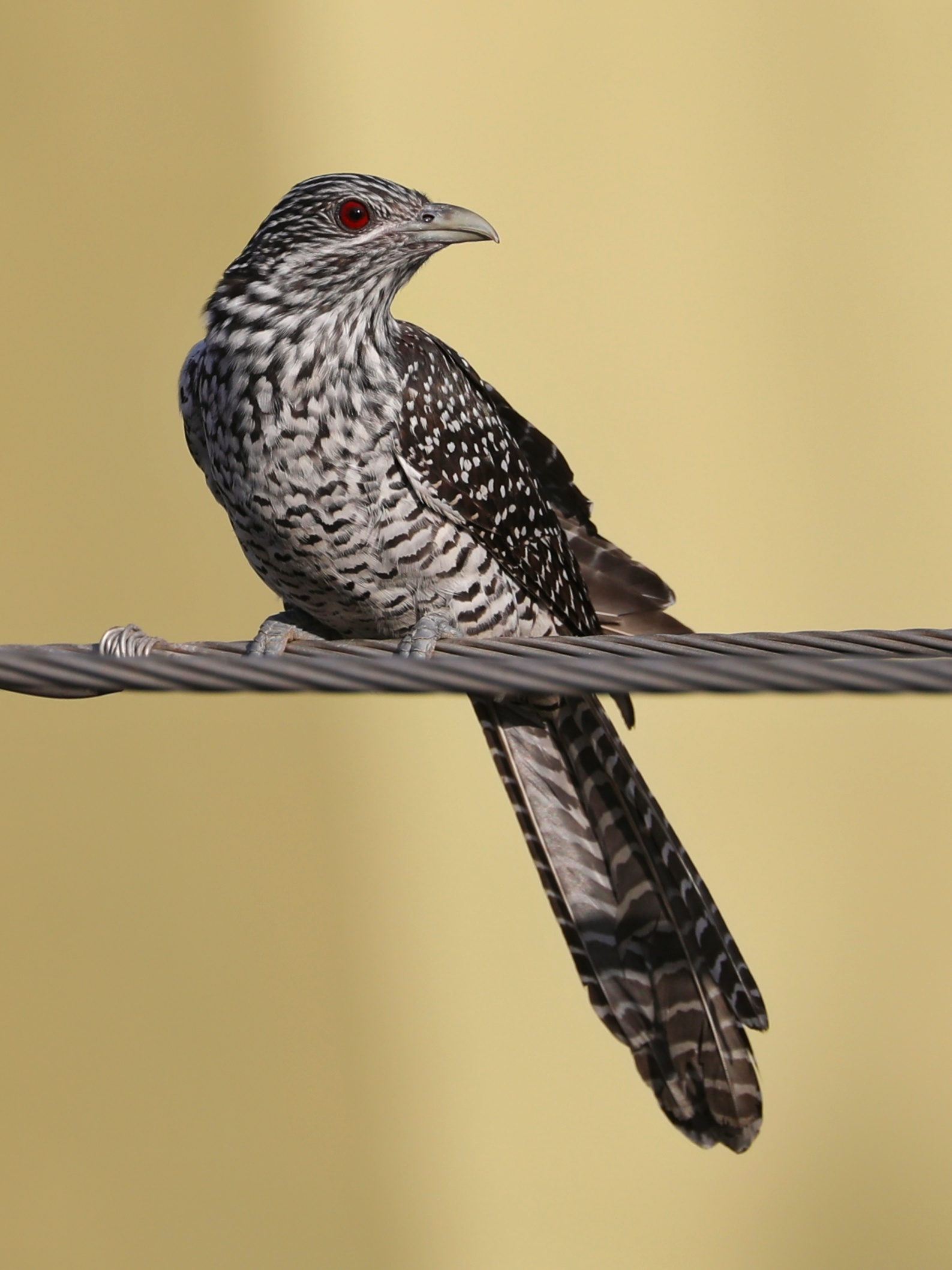
指名亞種雌鳥

噪鵑是一種大型且尾巴較長的杜鵑，體長39—46 cm（15—18英寸），重190—327 g（6.7—11.5 oz）。指名亞種的雄鳥為光滑的藍黑色，喙呈淡綠灰色，虹膜為深紅色，腿和腳為灰色。指名亞種的雌鳥頭頂呈棕色，並在頭部有紅褐色的條紋。背部、尾部和翼上覆羽為深棕色，帶有白色和黃色斑點。下腹部呈白色，但有明顯的條紋。其他亞種在顏色和大小上有所不同。幼鳥的上部羽毛更像雄鳥，喙為黑色。  
在繁殖季節（在印度次大陸為3月至8月），牠們非常喧鬧，發出各種不同的叫聲。雄鳥熟悉的叫聲是重複的koo-Ooo。雌鳥發出尖銳的kik-kik-kik...叫聲。不同族群的叫聲也有所不同。  
牠們展現出與其他寄生杜鵑不同的換羽模式。外側的初級飛行羽顯示出一種跳躍式的上升換羽（P9-7-5-10-8-6），而內側的初級飛行羽則以逐步下降的順序換羽（1-2-3-4）（佩恩引述斯特雷塞曼和斯特雷塞曼1961年）。

## 分佈和棲地

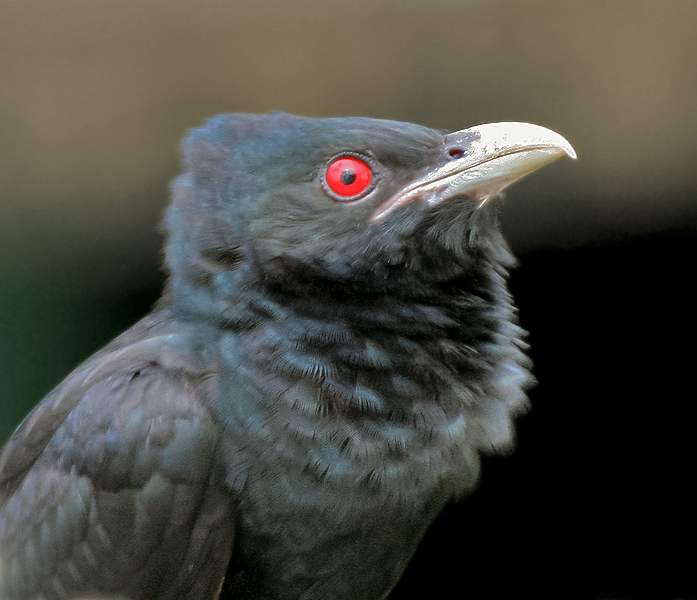
指名亞種（印度西孟加拉邦）的雄性成鳥顯示出深紅色虹膜。幼鳥有暗黑色虹膜。

噪鵑棲息於輕度森林和農耕地。牠們主要在南亞熱帶地區繁殖，分佈於伊朗、巴基斯坦、印度、孟加拉國、馬爾代夫和斯里蘭卡，直到中國南部和大巽他群島。牠們在拓殖新區方面表現出強大的潛力，並且是最早拓殖喀拉喀托火山火山島的鳥類之一。牠們於1980年代首次抵達新加坡，並成為非常常見的鳥類。
某些族群可能會進行長距離遷徙，出現在如澳大利亞等地。

分布于印度、斯里兰卡、南太平洋诸岛、台湾以及中国大陆的自四川东向秦岭至淮河、长江口及这范围以南大陆、海南等地。在伊朗，阿聯酋及也門有迷鳥記錄。噪鹃一般活动于居民点附近树木茂盛的地方，从山地的大森林至丘陵以及村边的疏林都有踪迹。该物种的模式产地在孟加拉国。

## 行為

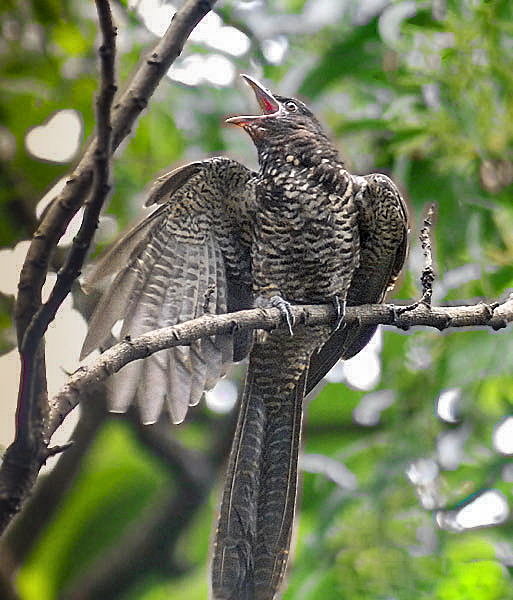
雌性亞成鳥（指名亞種）乞討食物。

噪鵑是一種巢寄生者，將其單枚卵產在各種鳥類的巢中，包括叢林鴉和家鴉。在斯里蘭卡，1880年前牠們僅寄生於叢林鴉，後來轉而寄生於家鴉。印度的一項研究發現，5%的家鴉（Corvus splendens）和0.5%的巨嘴鴉（Corvus macrorhynchos）巢遭到寄生。  

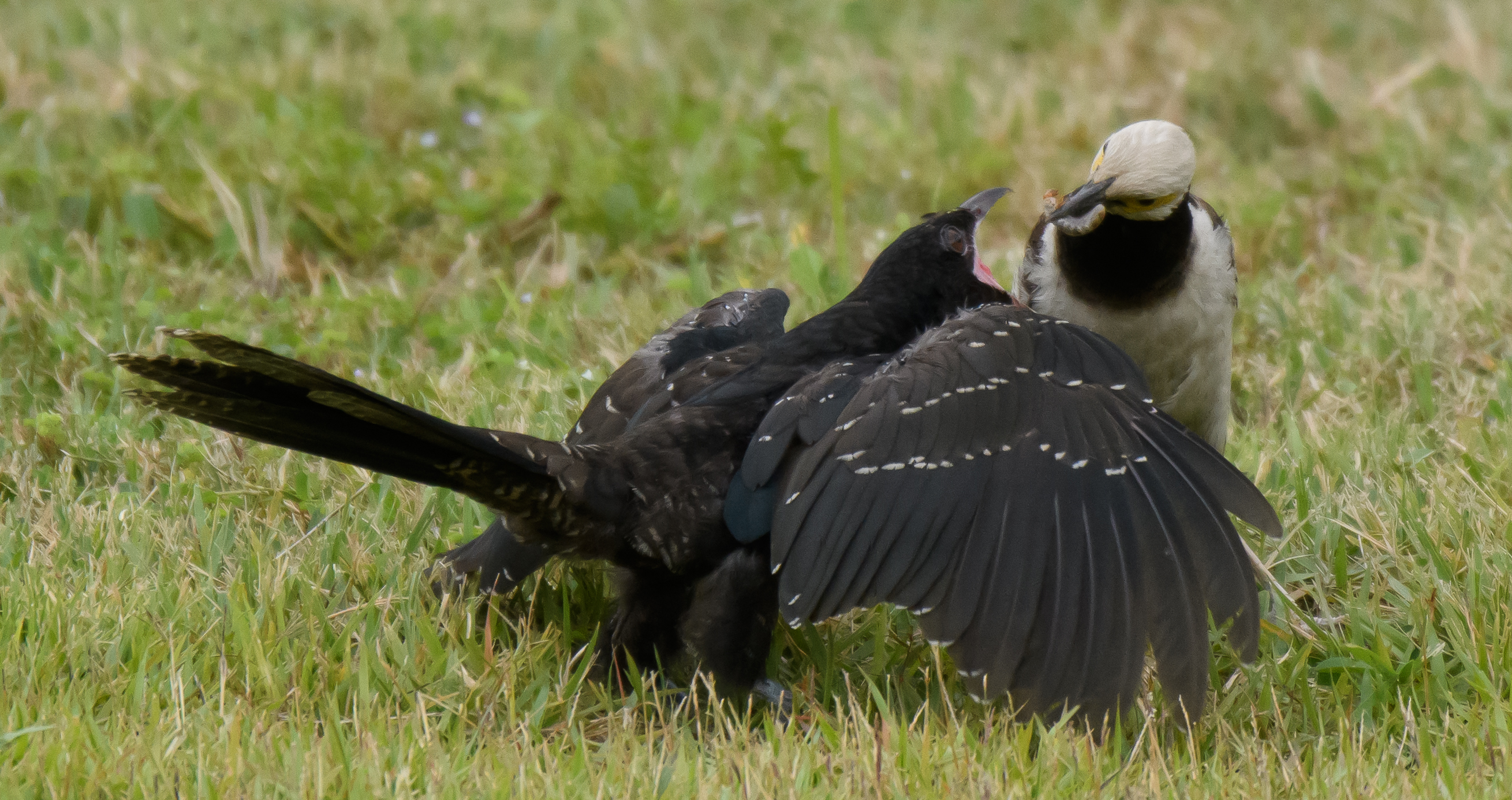
一隻噪鵑正在被一隻烏領椋鳥餵食

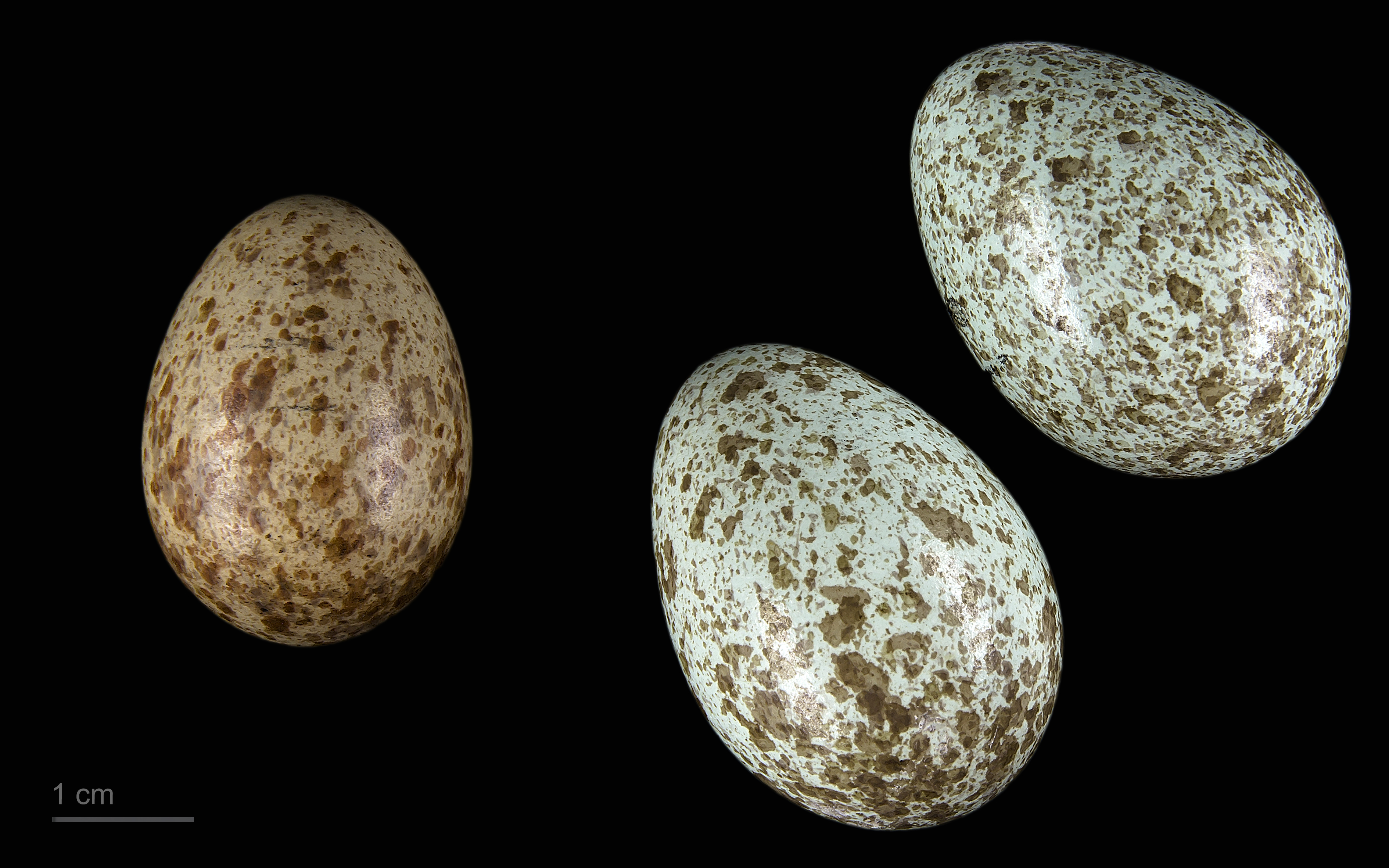
噪鵑蛋（左）與家鴉（Corvus splendens）蛋比較 - 土魯斯博物館

在孟加拉國，牠們以約35.7%、31.2%和10.8%的比例寄生於棕背伯勞 （Lanius schach）、家八哥 （Acridotheres tristis） 和家鴉 （Corvus splendens） 的巢。位於低處且靠近果樹的巢更容易被噪鵑選擇。在泰國南部和馬來半島，隨著1900年代晚期家八哥的增多，噪鵑的寄主從烏鴉轉移到了家八哥 （Acridotheres sp.）。曾有紀錄顯示大卷尾養育過噪鵑，其他已記錄的寄主包括歐亞喜鵲，可能還有黑頭黃鸝。在菲律賓，噪鵑已被發現寄生於科萊托鳥 （Sarcops calvus） 的樹洞巢。雄鳥可能會分散寄主的注意力，以便雌鳥有機會在巢中產卵。然而，更常見的是，雌鳥單獨訪問寄主的巢。已知噪鵑不會在空巢中產卵，一項在巴基斯坦的研究發現，噪鵑第一枚卵的產下時間平均在寄主的第一枚卵產下後一天半內。噪鵑的雛鳥通常比寄主的雛鳥早約3天孵化。噪鵑通常在一個巢中只產一兩枚卵，但有些寄主巢中報告過多達七到十一枚卵的情況。雌鳥在產卵前可能會移走寄主的一枚卵。卵在12至14天內孵化。年輕的噪鵑並不總是會把蛋推出去或驅逐寄主的小鳥，並且起初叫聲像烏鴉。幼鳥在20到28天內離巢。與其他杜鵑不同，噪鵑幼鳥不會試圖殺死寄主的雛鳥，這一特徵與鉤嘴杜鵑相似，後者成年後也是以果食為主。一些學者，特別是Rebecca Kilner，認為噪鵑與一些其他巢寄生者一樣，不會逐出寄主的雛鳥，是因為逐出巢友的代價可能大於收益。一隻小型的寄生者可能無法將寄主的大卵或雛鳥從深巢中逐出，而不冒著餓死或意外逐出自己的風險。另一種假說認為，保留寄主的雛鳥可能對噪鵑雛鳥有利，但未獲得太多支持。已知雌性親鳥會在寄主巢中餵養噪鵑幼鳥，這種行為在一些其他巢寄生鳥類中也有出現。然而，雄性成鳥並未被觀察到餵養離巢的幼鳥。
噪鵑是雜食性動物，攝食各種昆蟲、毛蟲、卵和小型脊椎動物。成鳥主要以水果為食。牠們有時會保護自己取食的果樹，並驅逐其他食果鳥。已觀察到牠們在印度的檀香樹 （Santalum album） 的種子散播中扮演著特別重要的角色。大種子的水果有時會迅速在母樹附近被反芻，而小種子的水果則會被吞食，並可能在距離母樹更遠的地方散播。牠們的喉嚨大，能夠吞食大型水果，包括如山棕屬（Arenga）和蒲葵屬（Livistona）等棕櫚科植物的堅硬果實。已知牠們偶爾會取食小鳥的卵。
牠們還取食黃花夾竹桃（Cascabela thevetia）的果實，這種果實對哺乳動物有毒。
已描述了多種寄生於噪鵑的寄生蟲，包括類似瘧疾的原生動物、蝨子和線蟲。

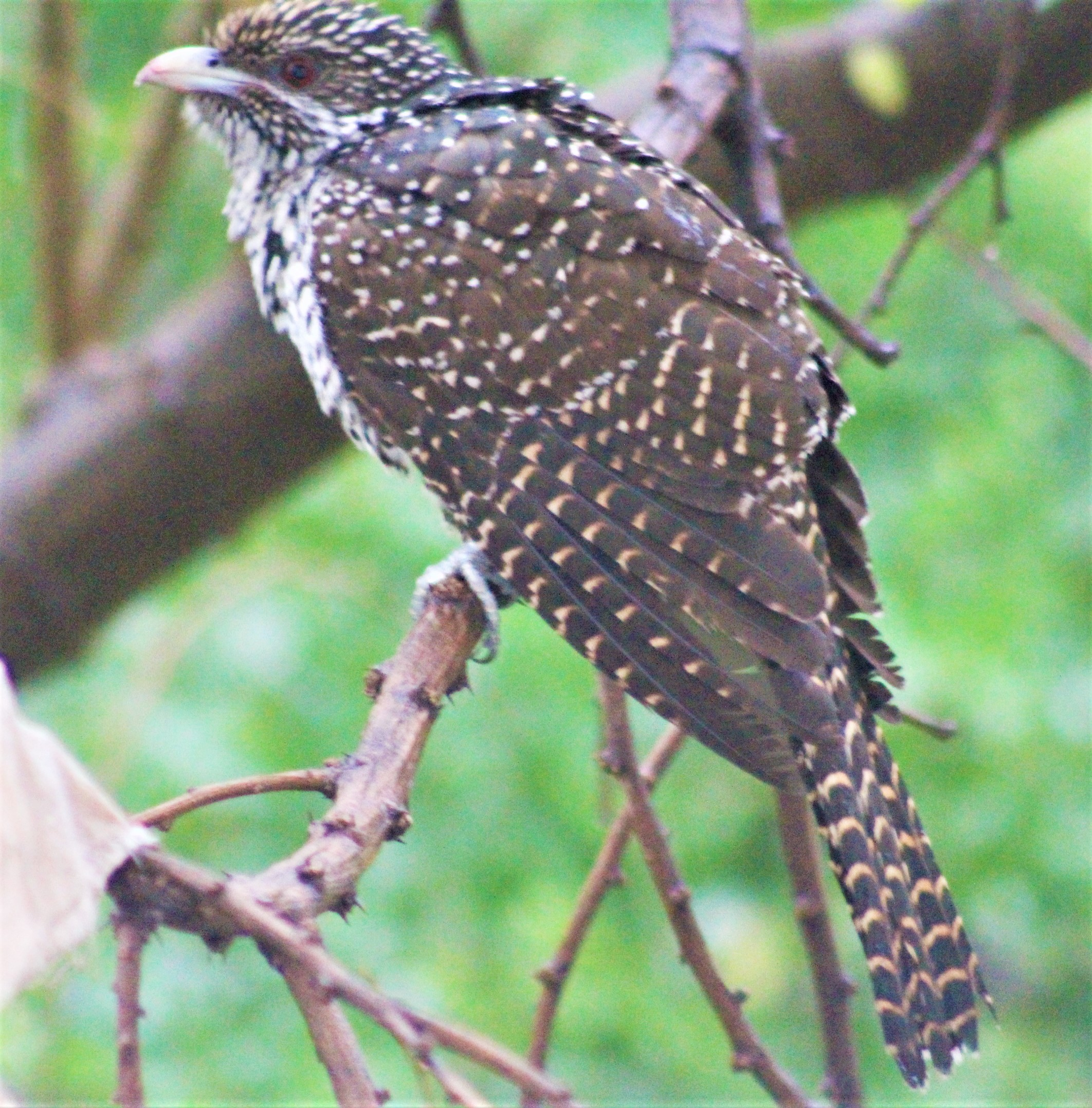
Eudynamys scolopaceus scolopaceus,印度

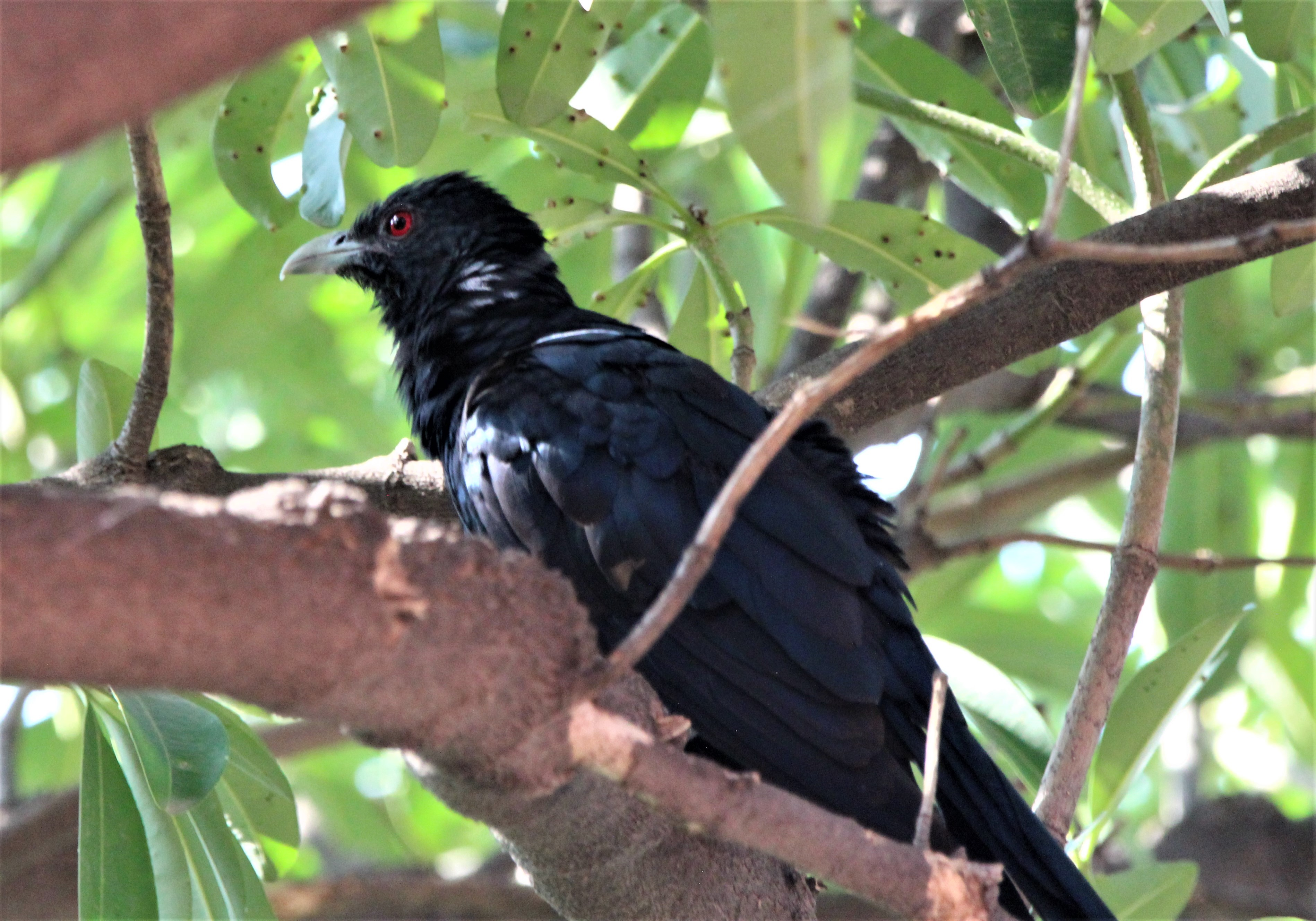
噪鵑, 昌迪加爾.

## 文化中的影響
「koel」這個詞源自擬聲詞。梵語中的名字「Kokila」以及幾種印度語言中的詞彙也同樣具有回聲效果。由於這些鳥以熟悉的叫聲聞名，在民間傳說、神話和詩歌中對它們的引用十分常見。牠們的歌聲傳統上受到高度讚揚，並在《摩奴法典》中受到尊崇，法典中有保護牠們免受傷害的法令。《吠陀》和梵文文學可追溯至約公元前2000年，稱其為Anya-Vapa，這個詞被翻譯為「由他人撫養的」或「為他人播種以供收穫」。這被解釋為最早記錄的巢寄生行為的參考。牠們被選為印度聯邦屬地本地治里的州鳥。
這些鳥類曾在印度作為籠中鳥非常受歡迎。牠們甚至可以進食煮熟的米飯，這些耐寒的鳥類在圈養環境下可存活長達14年。